# Eruzione di tipo surtseiano

Eruzione surtseiana: 1 nube di vapore acqueo, 2 cenere cipressiforme, 3 cratere, 4 acqua, 5 strati di lava e cenere, 6 strato, 7 condotto magmatico, 8 camera magmatica, 9 dicco

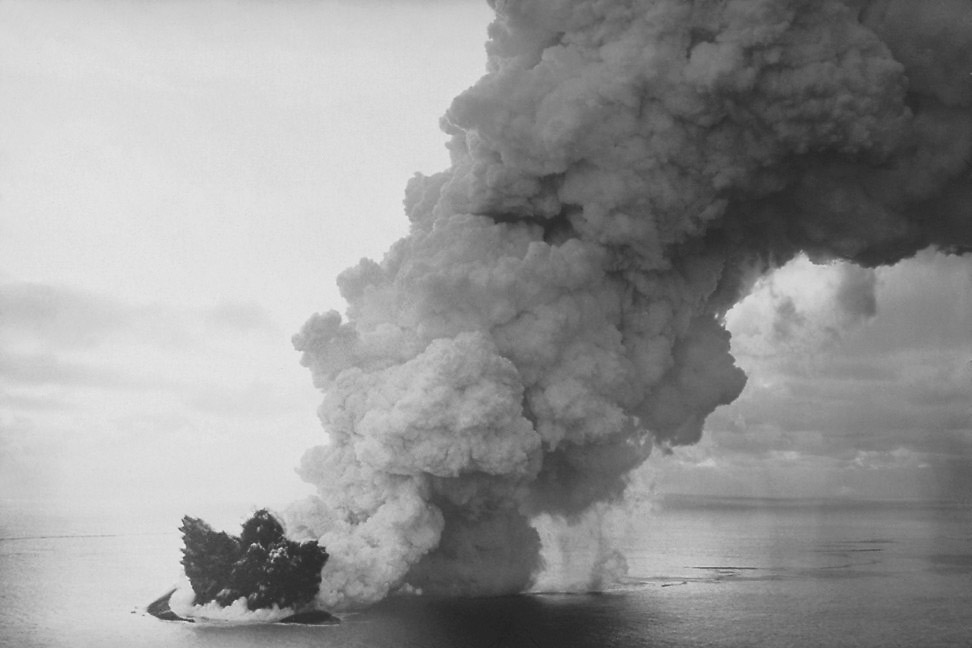
L'isola vulcanica di Surtsey è l'esempio più famoso delle eruzioni di tipo surtseiano.

Un'eruzione di tipo surtseiano è un tipo di eruzione vulcanica che si verifica in mari o laghi poco profondi. Il suo nome deriva da quello dell'isola vulcanica di Surtsey, al largo della costa meridionale dell'Islanda.
Queste eruzioni sono comunemente eruzioni di tipo freatico-magmatiche, che generano esplosioni causate dalla risalita del magma basaltico o andesitico che viene a contatto con abbondante acqua poco profonda sia sotterranea che di superficie. La rottura esplosiva del magma raffreddatosi velocemente crea cerchi di tufo e coni piroclastici principalmente di cenere.

## Caratteristiche
Nonostante in natura siano simili alle eruzioni freomagmatiche, ci sono varie caratteristiche specifiche:
- Natura fisica del magma: viscoso; basaltico.
- Caratteristiche dell'attività esplosiva: violenta eiezione di frammenti solidi e caldi di nuovo magma; esplosioni continue o ritmiche; tensioni in superficie.
- Natura dell'attività effusiva: flussi di lava in minoranza e corti; la lava può essere rara.
- Natura di ciò che è eietto: litico, blocchi e cenere; spesso lapilli che crescono; sono assenti invece schizzi, bombe fusiformi e lapilli
- Strutture che si formano intorno al cratere : cerchi di tufo.

## Esempi di eruzioni surtseiane
- Bogoslof - Alaska, USA, 1796
- Isola Fire - Alaska, USA, 1796
- Isola Ferdinandea - Italia, 1831[3]
- Anak Krakatau - Stretto della Sonda, Indonesia, 1927-1930 (con eruzioni minori che continuano fino ad oggi)
- Shōwa Iōjima - Iōjima, Giappone, 1934
- Capelinhos - Faial, Azzorre, 1957-1958
- Surtsey - Islanda, 1963
- Jólnir - Islanda, 1966
- Monte Taal - Batangas, Filippine, ultima eruzione nel 1977
- Arcipelago di Zubair - Yemen, 2011-2012
- El Hierro - Isole Canarie, 2011-2012
- Hunga Tonga-Hunga Ha'apai, 2014